# Кезич, Туллио
Туллио Кезич (итал. Tullio Kezich; 1928 —  2009) —  итальянский кинокритик, драматург, сценарист и актёр.

## Биография
Его опыт работы в качестве кинокритика начался в 1941 году, когда он, будучи подростком, имел тесную переписку в качестве читателя с журналами  Cinema e Film. Дебют в качестве журналиста состоялся 2 августа 1946 года    обозревателем  радиостанции Radio Trieste, с которой он сотрудничал до начала пятидесятых годов, начиная с первого послевоенного периода Венецианского кинофестиваля. В 1950 году он начал сотрудничать с журналом Sipario, директором которого был позднее, с 1971 по 1974 год.
За свою карьеру Кезич сотрудничал с Incom Week, периодическим изданием Panorama, газетами La Repubblica и Corriere della Sera. Из рецензий, написанных для Panorama и La Repubblica, с которыми он работал долгие годы, он составил серию книг под редакцией Edizioni Il Formichiere: Il MilleFilm, которые имели огромный успех у любителей кино. Публикация сборников его рецензий продолжалась в восьмидесятые и девяностые годы, уже другими издательствами.
В ноябре 1978 года в издательстве  Bompiani Кезич собрал воедино под названием Il dolce cinema: Fellini e altri некоторые из своих работ, касаемых творчества Федерико Феллини, выдержки из дневников и пять рассказов.
Его книга «Феллини: жизнь и фильм» считается лучшей биографией режиссёра.
Кезич также сам сыграл несколько ролей в кино и был автором ряда киносценариев и пьес. В 1982 году он был членом жюри 34-го Берлинского международного кинофестиваля.
В 2008 году Туллио Кезич снялся в документальном фильме Клаудио Коста «Ложный лжец», посвященном его другу, сценаристу Лучано Винченцони.
Долго болевший, он умер в Риме в возрасте 80 лет. Похороны не проводились по его собственному желанию, а его тело кремировали.